# Huthügel
Der Huthügel (auch Häuschenhügel genannt) ist ein Grabhügel der endneolithischen Schnurkeramischen Kultur (2800–2200 v. Chr.)  bei Kalbsrieth im Kyffhäuserkreis, Thüringen. 1901 erfolgte eine archäologische Grabung unter Leitung des Archäologen Armin Möller (1865–1938), die 1912 publiziert wurde. Die Funde aus dem Hügel befinden sich heute im Museum für Ur- und Frühgeschichte Thüringens in Weimar (Inventar-Nr. H 2040–2045).

## Lage
Der Hügel befindet sich 1,3 km ostsüdöstlich von Kalbsrieth auf erhöhtem Gelände direkt an einem Feldweg. 800 m südlich befindet sich mit dem Derfflinger Hügel ein weiterer Grabhügel. Dieser wurde über mehrere Jahrtausende hinweg als Begräbnisstätte genutzt, darunter ebenfalls von Angehörigen der Schnurkeramischen Kultur. Weitere schnurkeramische Bestattungen wurden an mindestens fünf Stellen in der näheren Umgebung entdeckt: Auf dem Flurstück „In der Loh“ 3 km ostsüdöstlich von Kalbsrieth, südöstlich am Weg nach Schönewerda, 2,5 km südöstlich des Orts in der Kiesgrube Klasing am Rabenhüttenhügel, in einer weiteren Kiesgrube zwischen Kalbsrieth und Schönewerda und in einer östlich am Weg nach Artern gelegenen Kiesgrube. Von mehreren Stellen auf dem Gemeindegebiet stammen zudem noch Einzelfunde.

## Name
Der Name des Hügels geht wahrscheinlich auf eine kleine Hütte zurück, die ein Schäfer dort errichtet hatte und deren Überreste Möller bei seiner Untersuchung des Hügels ausmachen konnte.

## Forschungsgeschichte
Zwischen Juli und Oktober 1901 führte Armin Möller, Kustos des Stadtmuseums Weimar, sechs Wochen lang umfangreiche Grabungen am benachbarten Derfflinger Hügel durch und untersuchte bei dieser Gelegenheit auch den Huthügel. Beide Grabungen wurden 1912 publiziert.

## Beschreibung

### Der Hügel

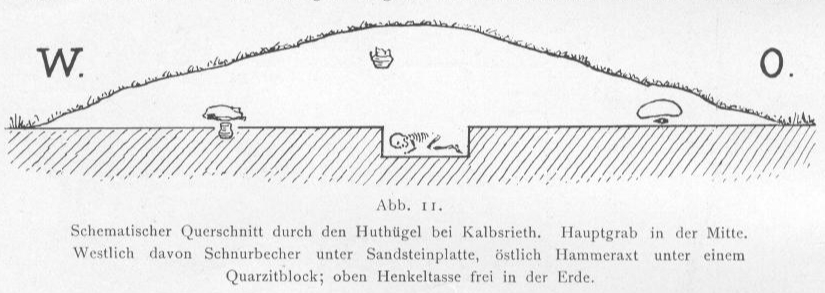
Querschnitt des Hügels

Der Untergrund unter dem Hügel besteht aus mit Sand und Kalkstein durchsetztem Humus. In etwa 40 cm Tiefe beginnt eine Kiesschicht. Die Hügelschüttung besteht aus dem gleichen Material wie die umgebende Erde. Zwischen der natürlich anstehenden Erdschicht und der Hügelschüttung verläuft eine dunkler gefärbte Schicht.
Im Zuge der Separation im 19. Jahrhundert waren die Ränder des Hügels mit Ausnahme der Südseite beschnitten worden, sodass er nun einen annähernd quadratischen Grundriss mit einer Länge von 27 m und einer Breite von 26,15 m hat. Der Materialabtrag dürfte aber nur gering gewesen sein und der einstige Durchmesser des ursprünglich runden Hügels dürfte seine heutigen Maße nicht wesentlich überschritten haben. Die Höhe des Hügels beträgt heute 2,55 m. Die Oberfläche ist stark unregelmäßig. Größere künstliche Eingriffe konnten von Möller (mit Ausnahme einer möglichen Nachbestattung und der Hütte) nicht festgestellt werden.

### Funde und Befunde

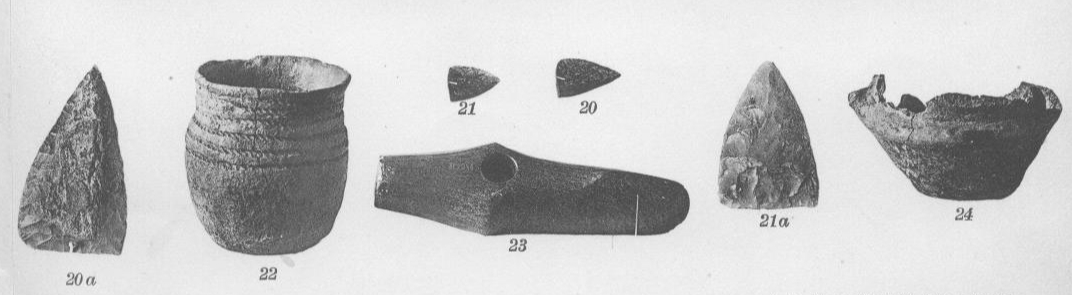
Funde aus dem Hügel. 20–21: Pfeilspitzen, 20a–21a: Pfeilspitzen in Vergrößerung, 22: Becher mit Schnurverzierung, 23: facettierte Axt, 24: Tasse aus einer Nachbestattung

Im Zentrum des Hügels befand sich die ursprüngliche Bestattung. In den anstehenden Boden war eine ovale, ost-westlich orientierte Grube mit einer Tiefe von 55 cm und annähernd senkrechten Wänden eingetieft worden. Einfassungen oder Einbauten aus Stein waren nicht vorhanden. Der Tote lag in Hockerstellung auf der linken Seite; der Kopf zeigte nach Westen. Eine genauere Untersuchung des Skeletts fand nicht statt, da es trotz Sicherung durch Säcke und Erde in der Nacht nach seiner Aufdeckung „von Bubenhänden“ zerstört wurde. Die einzigen unmittelbar am Skelett gefundenen Grabbeigaben waren zwei dreieckige Pfeilspitzen, die zwischen den Knien und dem rechten Ellenbogen lagen.
4,5 m östlich des Grabes wurde auf Bodenhöhe ein Steinblock aus Kohlenquarzit mit einer Länge von 90 cm, einer Breite von 55 cm und einer Dicke von 30 cm entdeckt. Direkt darunter lag eine facettierte Axt aus graugrünem Serpentin. Sie hatte eine Länge von 17,3 cm, eine Breite von 5,1 cm und eine Dicke von 4,3 cm.
3,75 m westlich des Grabes lag ebenfalls auf Bodenhöhe ein weiterer Stein. Es handelte sich um eine Sandsteinplatte mit einer Länge von 55 cm und einer Dicke von 25 cm. Unter ihr stand in einer kleinen Grube ein Becher mit Schnurverzierung. Er hatte eine Höhe von 9,3 cm und einen Durchmesser von 5 cm am Boden, 8,4 cm am Bauch und 7 cm an der Mündung. Neben dem Becher wurde ein kleines Stück Eisenocker gefunden, das bei der Bergung zerbröselte, aber dennoch aufbewahrt wurde.
Ob die beiden Befunde in direktem Zusammenhang mit dem Hauptgrab stehen, konnte nicht eindeutig geklärt werden. Da sie aber auf der gleichen Höhe gefunden wurden, ist dies sehr wahrscheinlich.
Oberhalb des Hauptgrabes, etwa 50 cm unterhalb der Hügelkuppe, wurde eine nur teilweise erhaltene Tasse entdeckt. Sie besteht noch aus dem Unterteil mit stark ausgeprägtem Bauch-Schulter-Knick und dem Ansatz eines Henkels. Der Durchmesser des Gefäßes beträgt am Boden 5,2 cm und an der breitesten Stelle 10,6 cm. Die Tasse ist wahrscheinlich der frühbronzezeitlichen Aunjetitzer Kultur (2300 v. Chr.–1550 v. Chr.) zuzuordnen.
Von der namensgebenden Hütte, die wohl im 19. Jahrhundert oder früher angelegt worden war, konnte Möller an der Nordwestseite des Hügels in 40 cm Tiefe Reste ausmachen. Er fand dort einige kantige Kalksteine, einen in Resten erhaltenen Topf sowie weitere Keramikscherben.

## Der Hügel in regionalen Sagen
Eigenständige Sagen zum Huthügel sind nicht überliefert. Über den benachbarten Derfflinger Hügel ist jedoch die Sage bekannt, dass am nahe gelegenen Weg eine Kutsche mit kopflosen Pferden vorbeifahren soll. Dies wurde auch gelegentlich über den Weg berichtet, der am Huthügel vorbei führt.